# Beavis i Butt-head zaliczają Amerykę
Beavis i Butt-Head zaliczają Amerykę (ang. Beavis and Butt-head Do America, inne tłum. Beavis i Butt-Head odkrywają Amerykę) – amerykański film animowany oparty na serialu Beavis i Butt-head. Został wyprodukowany przez Paramount Pictures, Geffen Pictures i MTV Films.
W Polsce, został wydany przez ITI Home Video na kasetach VHS, 20 października 1997 roku. Później był parokrotnie emitowany w telewizji, pierwszy raz w 1999 roku przez Canal+.

## Opis fabuły
Film opisuje przygody dwóch dorastających nastolatków – Beavisa i Butt-heada, którzy nie grzeszą ani inteligencją, ani dobrym wychowaniem. Większość czasu spędzają przed telewizorem. Idylla kończy się, kiedy zostają pozbawieni swojej rozrywki – telewizor zostaje skradziony.

## Obsada
- Mike Judge –
  - Beavis,
  - Butt-head,
  - Tom Anderson,
  - pan van Driessen,
  - dyrektor McVicker
- Bruce Willis – Muddy Grimes
- Demi Moore – Dallas Grimes
- Cloris Leachman – starsza kobieta
- Robert Stack – agent Flemming
- Greg Kinnear – agent Borg